# Bulletin de l’Académie Impériale des Sciences de Saint-Pétersbourg
Bulletin de l'Académie Impériale des Sciences de Saint-Pétersbourg (с фр. — «Вестник Императорской Академии наук Санкт-Петербурга») — иллюстрированный междисциплинарный периодический научный журнал Императорской Академии и издавался в Санкт-Петербурге с 1860 по 1894 годы, всего было издано 36 томов.  
В 1890—1894 годы последние четыре тома впускались с подзаголовком Nouvelle Serie,  издание выходило под названием Bulletin de l'Academie Imperiale des Sciences de St.-Petersbourg : Nouvelle Serie.
Иллюстрированный мультидисциплинарный журнал издавался в Санкт-Петербурге на французском языке (но также с описательными статьями на латыни и большим количеством научных статей на немецком языке),  включающий ботанические описания растений со всего мира, а также статьи по астрономии, химии, географии, математики, минералогии, физике, зоологии и др., а также материалы по археологии, древней истории, древней и восточной литературе.
Предшественником данного журнала было непериодическое издание Bulletin de la Classe Physico-Mathématique de l'Académie Impériale des Sciences de Saint-Pétersbourg, выходившее в 1843—1859 годах, до которого с 1836 по 1842 годы издавался сборник под заглавием Bulletin scientifique Académie Imperiale des Sciences de Saint-Pétersbourg. 
После, с 1894 по 1906 годы издание публиковалось под заглавием Известия Императорской Академии наук.
Для ссылок на публикации в данном издание обычно используется стандартное сокращение, иногда с указанием серии: Bull. Acad. Imp. Sci. Saint-Petersbourg, sér. 3 или без неё Bull. Acad. Imp. Sci. Saint-Pétersbourg. Отметка (Sér. 3) информирует о годах выхода и номерах томов: 1860—1888, vols.1—32.
Последним томам новой серии Nouvelle Serie (n.s.) формально может сопоставляться следующий номер (Sér. 4), нумерация томов обычно начинаться заново, но может и продолжать предыдущую: n.s.(= sér. 4) vols. 1-4 (also numbered vols. 33—36), (1889/92/93), 1890—94.
См. также Bulletin de la Classe Historo-Philologique de l'Académie impériale des Sciences de Saint-Pétersbourg